# 2-Brom-2-(brommethyl)pentandinitril
2-Brom-2-(brommethyl)pentandinitril (oder Methyldibromglutaronitril, engl. Methyldibromo glutaronitrile) ist ein 1:1-Gemisch (Racemat) von zwei enantiomeren chemischen Verbindungen aus der Gruppe der Nitrile und der bromorganischen Verbindungen. 

## Gewinnung und Darstellung
Methyldibromoglutaronitril kann durch Reaktion von 2-Methylenglutaronitril mit Brom in einem alkoholischen Lösungsmittel dargestellt werden.

## Wirkung
Methyldibromoglutaronitril ist ein Biozid und wurde meist zusammen mit Phenoxyethanol (MDBGN/PE, Euxyl K 400) als Konservierungsmittel in Kosmetika eingesetzt.
Die Verbindung verfügt über ein breites, ausgeglichenes Wirkungsspektrum, das Bakterien, Pilze und Hefen umfasst.

## Zulassungsstatus
Methyldibromoglutaronitril wurde 1980 in den USA und 1985 in Europa auf den Markt gebracht und geriet früh in den Verdacht, ein Kontaktallergen zu sein. 1983 wurde zum ersten Mal eine Sensibilisierung beschrieben. Durch die der zunehmende Verwendung der Verbindung stiegen in den folgenden Jahren die Sensibilisierungsraten.
2005 wurde daher in der EU die Verwendung in Stay-on-Produkten (die nach dem Auftragen längere Zeit auf der Haut haften bleiben, wie z. B. Make-up) und 2007 in Rinse-off-Produkten (die nach der Anwendung wieder abgewaschen werden, wie z. B. Shampoos) verboten.